# John Bahcall
John Norris Bahcall (30 décembre 1934 à Shreveport-17 août 2005 à New York) est un astrophysicien américain. Il est principalement connu pour ses contributions au problème des neutrinos solaires, au développement du télescope spatial Hubble et sa direction de l'Institute for Advanced Study de Princeton.

## Biographie
Il ne suit pas de cours en sciences au lycée et devient champion de tennis de l'État. Bahcall commence ses études universitaires à l'université d'État de Louisiane comme étudiant en philosophie tout en continuant à pratiquer le tennis, il songe à devenir rabbin. Un an plus tard, il part pour Berkeley où il continue à étudier la philosophie. Il prend son premier cours de physique, cours requis pour le passage des examens.
Il se marie à l'université de Princeton avec Neta Assaf, professeur d'astrophysique, qu'il a rencontrée pour la première fois à l'institut Weizmann. Ils ont une fille et deux fils. 
Bahcall meurt à New York d'une maladie rare du sang.

## Carrière académique
Il obtient son B.A. en physique à Berkeley en 1956, puis sa maîtrise à l'université de Chicago et son Ph.D. à Harvard en 1961. Il devient chercheur à l'Indiana University en 1960, puis passe en 1962 au Caltech où il travaille aux côtés de Richard Feynman, Murray Gell-Mann et William Fowler jusqu'en 1970.
Il devient professeur à l'Institute for Advanced Study en 1971, membre de la National Academy of Sciences en 1976, président de l'American Astronomical Society de 1990 à 1992 et vice-président de l'American Physical Society de cette date à sa mort.
Bahcall est reconnu pour son travail dans l'établissement du modèle solaire standard. Il passe une grande partie de sa vie à étudier le problème des neutrinos solaires avec le professeur Raymond Davis Jr., spécialiste en chimie physique. Ensemble, ils construisent un détecteur de neutrinos dans une mine d'or, essentiellement un grand réservoir de rempli de perchloroéthylène. Le flux de neutrinos détectés atteint seulement le tiers des prédictions de Bahcall. Il faudra 30 ans pour expliquer cet écart entre la théorie et l'expérimentation : c'est en 2002 seulement que Masatoshi Koshiba et Raymond Davis Jr. reçoivent le prix Nobel de physique pour leurs travaux d'observation des neutrinos prédits par le modèle de Bahcall.
Bahcall participe au développement du télescope spatial Hubble avec Lyman Spitzer à partir des années 1970 jusqu'à son lancement en 1990. Il reçoit la NASA Distinguished Service Medal pour ce travail.
Il travaille aussi sur le modèle standard de galaxie : le modèle avec un trou noir supermassif entouré d'étoiles est connu sous le nom de modèle Bahcall-Wolf ; le modèle Bahcall-Soneira est pendant plusieurs années le modèle standard de notre Galaxie. Il contribue aussi à des modélisations de l'intérieur des étoiles. En tout Bahcall publie plus de 600 articles et cinq livres dans le domaine de l'astrophysique.

## Distinctions et récompenses
Entre autres :
- prix Helen B. Warner pour l'astronomie en 1970,
- NASA Distinguished Public Service Medal en 1992,
- prix Heineman en 1994,
- prix Hans Bethe en 1998,
- National Medal of Science en 1998,
- Henry Norris Russell Lectureship en 1999,
- prix Dan David en 2003,
- médaille d'or de la Royal Astronomical Society en 2003,
- prix Enrico Fermi (avec Raymond Davis Jr.) en 2003.